# Manuel Gallagher Canaval
Manuel Carlos Gallagher Canaval (Lima, 3 de junio de 1885 - ibídem, 6 de mayo de 1953) fue un abogado y destacado político del Perú. Fue ministro de Justicia (1943-1944) y ministro de Relaciones Exteriores (1944-1945 y 1950-1952).

## Biografía
Sus padres fueron Juan Patricio Gallagher Robertson, peruano de ascendencia irlandesa y Petronila Canaval y Munárris. Por su lado paterno, fue primo de la escritora Mercedes Gallagher. Cursó sus estudios escolares en el Colegio Sagrados Corazones Recoleta y luego pasó a la Universidad Nacional Mayor de San Marcos (1903). Se graduó de bachiller y de doctor en Jurisprudencia (1911) y se recibió de abogado, ejerciendo profesionalmente en el estudio de Luis Felipe Villarán y Manuel Vicente Villarán.
Redactó los proyectos de leyes que propiciaron la creación del Departamento de Recaudación de la Caja de Depósitos y Consignaciones, la Cámara Algodonera y el Banco Agrícola. 
Fue decano del Colegio de Abogados de Lima (1940-1941) y director del Banco Central de Reserva, representando a los bancos nacionales.
El presidente Manuel Prado Ugarteche lo convocó para integrar su gabinete ministerial, siendo sucesivamente ministro de Justicia (1943-1944) y ministro de Relaciones Exteriores (1944-1945). Como canciller asistió a las conferencias internacionales de México y San Francisco, en las cuales se aprobó el Acta de Chapultepec (donde se reafirmó la solidaridad entre los estados americanos y el rechazo a la injerencia de países no americanos en el continente) y la creación de las Naciones Unidas. Durante sus frecuentes salidas del país fue reemplazado por Manuel Cisneros Sánchez. Fue el último canciller del primer gobierno de Manuel Prado.
Volvió a ser titular de la cancillería al inaugurarse el gobierno constitucional del general Manuel A. Odría, el 28 de julio de 1950, manteniéndose en dicho cargo hasta el 4 de agosto de 1952. Por ausencia fue reemplazado varias veces por Alberto Freundt Rosell.
Además, fue dos años consecutivos Presidente del Club Nacional, de 1942 a 1944.
| Predecesor: Alfredo Solf y Muro          | Ministro de Relaciones Exteriores del Perú 8 de diciembre de 1944 a 28 de julio de 1945 | Sucesor: Javier Correa Elías      |
| Predecesor: Ernesto Rodríguez Ventocilla | Ministro de Relaciones Exteriores del Perú 28 de julio de 1950 a 4 de agosto de 1952    | Sucesor: Ricardo Rivera Schreiber |